# UGUISS
「UGUISS」（ウグイス）は、日本のロックバンド。1983年、EPIC・ソニーからメジャー・デビュー。1984年解散。2024年5月、デビュー40周年を記念し再結成。

## 略歴

### 結成・デビュー・解散
1981年  結成。
1983年 9月、1stシングル「Sweet Revenge」、1stアルバム『UGUISS』でEPIC・ソニーよりメジャー・デビュー。
1984年 4月、2ndシングル「夢を抱きしめて（Cause Of Life）」をリリース。5月から"UGUISS JAPAN TOUR"と銘打った全国12都市14公演のコンサートツアーを行う。12月、2ndアルバム『Presentation』完成後のプロモーション中に突如解散する。

### 解散後の動き
1984年の解散後は音楽業界から引退した伊東を除いてはソロ・ミュージシャンの道を歩み、佐橋・柴田・松本は、山下達郎、槇原敬之らのレコーディングにおいての楽曲制作サポート、コンサートのバックバンド、セッション・ミュージシャンとして活動。 
松本は1985年8月、チューリップに3代目のドラマーとして加入したが1987年7月に脱退。
佐橋・柴田・松本は、1986年から渡辺美里のサポートメンバー（MISATO＆THE LOVER SOUL）として活動。佐橋は1995年までバンドマスターを務めたほか楽曲提供、共同作曲を行っている。 
1992年12月、1stアルバム『UGUISS』がCD化され発売され、リリース記念に再結成ライブが開催された。1993年3月、お蔵入りになっていた2ndアルバム『Presentation』が『UGUISS#2 Back in '84』としてCD発売された。
2012年9月15日にボーカルの山根が死去。2013年1月21日、六本木“新世界”にて山根の追悼ライブを行った。
2013年7月、デビュー30周年を記念して、デモ音源及び未発表シングルを含むベスト盤『UGUISS 30th Anniversary Edition』をリリース。それに先駆けて5月にオリジナル・アルバム2枚全曲が音楽配信された。ベースに井上富雄、ボーカルに渡辺美里を迎え、伊東もメンバーに復帰し、6名編成による「UGUISS feat. MISATO」名義でライブ活動を開始する。8月16日・17日に北海道で開催された『ライジング・サン・ロックフェスティバル』に出演。8月21日、渡辺のボーカルによる『Sweet Revenge』『How Are You Doing？』の2曲が音楽配信される。9月7日から12月8日までライブハウスツアー「Sweet Revenge Tour 2013」（全国8都市8公演：東京、大阪、広島、福岡、名古屋、京都、札幌、横浜）を催行した。

### 2024年再結成
2024年3月23日、再結成・40周年記念東名阪ツアー開催発表。サポートメンバーとして元BO GUMBOSのキーボーディストのキョン（現：Dr.KyOn）、ボーカルに冨田麗香が参加。
4月24日、デビュー40周年記念のアナログ盤『UGUISS（1983-1984）〜40th Anniversary Vinyl Edition〜』発売（1stアルバムと2ndアルバムを内包した2枚組）。併せて冨田、Dr.kyOnが参加したメンバーによる「How Are You Doing？ 2024 New Version-Single」の配信が開始された。
5月から40周年記念ツアー「40th Anniversary Tour」を開始（21日：名古屋TOKUZO、22日：大阪バナナホール、30日：渋谷CLUB QUATTRO、6月13日に追加公演として原宿クロコダイル）。クロコダイル終演時、佐橋が「（UGUISS2024の活動を）やめるのやめる宣言」を行い、バンド活動の継続を表明した。
8月21日、新生UGUISS第1弾シングルとして、新曲『きみは夜の月』配信スタート。
9月5日、Billboard LIVE TOKYOでライブを行い、観客を前に新曲「きみは夜の月」を初披露した。27日、MV公開。また、11月27日にアナログ盤がリリースされた。
11月22日、歌謡ポップスチャンネルで、渋谷CLUB QUATTROでの40周年ライブの模様が放送された。その中のインタビューで佐橋が「来年は3rd.アルバムを出したい」と抱負を語った。
11月29日、ロックバンド「スターダストレビュー」の企画ライブ『スタ☆レビ対バンライブ・第三夜「俺たち、がんばってます」』（EXシアター六本木）に出演。

## メンバー

### オリジナル・メンバー
- 山根栄子（やまねえいこ）ボーカル。1962年1月19日生まれ。2012年9月15日死去。島根県出身。実姉は山根麻以
- 佐橋佳幸（さはしよしゆき）ギター。1961年9月7日生まれ、東京都出身
- 柴田俊文（しばたとしぶみ）キーボード。1961年7月29日生まれ、東京都出身
- 松本淳（まつもとじゅん）ドラム。1962年12月4日生まれ、東京都出身
- 伊東暁（いとうあきら）シンセベース・キーボード。1956年7月5日生まれ、東京都出身

### 2013年再結成時
- 佐橋佳幸
- 柴田俊文
- 松本淳
- 伊東暁
- 渡辺美里（わたなべみさと）ボーカル。1966年7月12日生まれ、東京都出身
- 井上富雄（いのうえとみお）ベース。1961年7月4日生まれ、福岡県出身

### 2024年5月再結成・新生UGUISS
- 佐橋佳幸
- 柴田俊文
- 松本淳
- Dr.kyOn（ドクターキョン）キーボード。1957年12月23日生まれ、熊本県出身
- 冨田麗香（とみたれいか）ボーカル。1978年11月30日生まれ、大阪府出身

## ディスコグラフィ

### シングル
1. SWEET REVENGE／Burnin' City Lights（1983年9月、EPIC・ソニー）
2. Cause Of LIfe（夢を抱きしめて）／Love Can Be With You（1984年4月、EPIC・ソニー）
3. きみは夜の月（2024年8月21日：配信 / 2024年11月27日：7インチシングル、ソニー・ミュージックレーベルズ）

### アルバム
1. 『UGUISS』 1stアルバム（1983年9月21日、EPIC・ソニー）
2. 『UGUISS #2 Back in '84』 2ndアルバム（1993年3月21日、EPIC・ソニー）
  - 1984年にレコーディングされながらもお蔵入りとなっていた作品『Presentation』を解散後にリリースしたもの。
3. 『Songbird（1983-1984）』[2]音楽配信アルバム（2013年5月29日、ソニー・ミュージックダイレクト）
  - 『UGUISS』・『UGUISS#2 Back in '84』の全曲
4. 『UGUISS 30th Anniversary Edition』[3][4]30周年記念2枚組（2013年7月10日、ソニー・ミュージックダイレクト）
  - DISC1『Songbird（1983-1984）』：『UGUISS』＋『UGUISS#2 Back in '84（2in1CD）
  - DISC2『Preflight（1980-1982）』：未発表シングル＋DEMO音源など
5. 『UGUISS（1983-1984） 〜40th Anniversary Vinyl Edition〜』発売（2024年4月24日） - デビュー40周年記念アナログ盤[5]

## メディア出演

### テレビ
- UGUISS 40th Anniversary Tour @SHIBUYA CLUB QUATTRO（2024年11月22日〈初回放送〉、歌謡ポップスチャンネル）[6][注釈 3]
- 根本要×佐橋佳幸「本日のおすすめ TV SHOW」（2025年3月30日〈初回放送〉、歌謡ポップスチャンネル） - ゲスト[7][8]